# Allophylus unifoliolatus
Allophylus unifoliolatus är en kinesträdsväxtart som beskrevs av Ludwig Radlkofer. Allophylus unifoliolatus ingår i släktet Allophylus och familjen kinesträdsväxter. Inga underarter finns listade i Catalogue of Life.